# 宋奭
宋奭（？—？），西河郡介休县（今山西省介休市）人，西晋、前燕官员。

## 生平
宋奭原为西晋昌黎郡太守，与游邃、逄羡、黄泓等人一起避祸迁居到蓟县，之后归附慕容廆。慕容廆将北海逢羡、广平游邃、北平西方虔、渤海封抽、西河宋奭、河东裴开视为左右辅佐之臣。宋奭后出任慕容廆长史。

## 家族

### 儿子
- 宋活，前燕中书监